# 少年少女21世紀のSF
『少年少女21世紀のSF』（しょうねんしょうじょ21せいきのSF）は、金の星社より1977年から1980年にかけて刊行されたSF小説の叢書。
全10巻。ハードカバー。A5判。

## 一覧
1. チタンの幽霊人（瀬川昌男）
2. 怪惑星セレス（宮崎惇）
3. ソレマンの空間艇(石川英輔）
4. 超人間プラスX（小隅黎）
5. ゼロの怪物ヌル（畑正憲）
6. アンドロボット'99（今日泊亜蘭）
7. セブンの太陽（加納一朗）
8. 月ジェット作戦（小隅黎）
9. テミスの無人都市（草川隆）
10. 火星地底の秘密（瀬川昌男）